# Габолтов
Габолтов (Ґаболтов, Ґаболтів, Габолтів) (словац. Gaboltov) — село в Словаччині, Бардіївському окрузі Пряшівського краю. Розташоване в північно-східній частині Словаччини, у північно-західній частині Низьких Бескидів в долині р. Каменець під горою Бусов, на кордоні з Польщею.
Вперше згадується 1247 року.
В селі є римо-католицький костел з 2 пол. 14 ст., 1715 року перебудований в стилі бароко.

## Населення
| Рік:            | 1994. | 2004.    | 2014.   | 2024.   |
| --------------- | ----- | -------- | ------- | ------- |
| Кількість осіб: | 465   | 520      | 510     | 528     |
| Різниця:        |       | +11,82 % | -1,92 % | +3,52 % |

| Рік:            | 2023. | 2024.   |
| --------------- | ----- | ------- |
| Кількість осіб: | 523   | 528     |
| Різниця:        |       | +0,95 % |

В селі проживає 510 осіб.
Національний склад населення (за даними останнього перепису населення — 2001 року):
- словаки — 96,61 %
- русини — 0,75%
- українці — 0,38%
- чехи — 0,38%

Склад населення за приналежністю до релігії станом на 2001 рік:
- римо-католики — 91,34%,
- греко-католики — 4,14%,
- православні — 1,69%,
- протестанти — 0,56%,
- не вважають себе віруючими або не належать до жодної вищезгаданої церкви — 2,26%